# Mynningsladdare

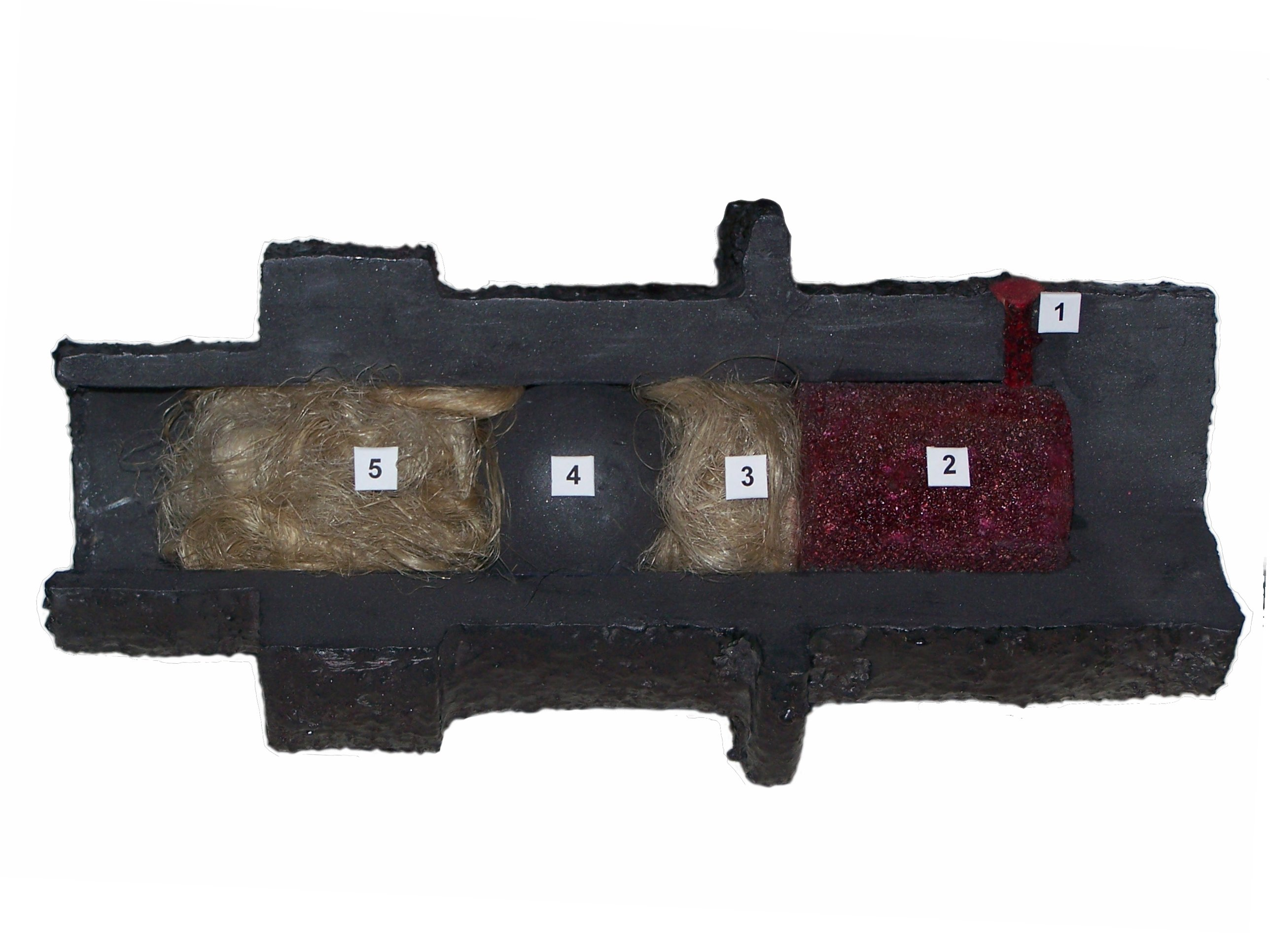
Principen för mynningsladdare.
1. Fänghål
2. Drivladdning
3. Förladdning
4. Kula
5. Förladdning

En mynningsladdare är ett eldvapen som laddas framifrån, alltså från mynningen. Det är den enklaste typen av eldvapen och består i huvudsak av ett eldrör som är öppet vid mynningen och slutet i bakändan. Bland tyngre vapen benämns mynningsladdare oftast som framladdningskanoner.
Mycket tidiga kanoner var inte sällan bakladdade, men sedan 1500-talet och fram till slutet av 1800-talet har den uteslutande mängden eldvapen varit mynningsladdade. Luntbössan är ett exempel på ett enkelt mynningsladdat eldvapen. De mynningsladdare som används än idag är i huvuddrag granatkastare, salutkanoner samt vissa vapen av äldre modell som används för målskjutning.

## Avfyring
Avfyringsanordningen fanns på eldrörets bakända och var mycket enkel på de första mynningsladdarna: på en fängpanna, i vilken fänghålet utmynnade, hälldes krut, (fängkrut), som antändes med en lunta. Genom fänghålet som var urborrat genom eldrörets gods leddes elden till vapnets drivladdning av krut så att detta tändes.
På 1500-talet uppfanns i Spanien luntlåset som var första upphovet till gevärslåset. Nästan samtidigt med luntlåset uppfanns hjullåset som medförde den fördelen att man slapp använda levande eld (lunta). Vid detta slags lås uppkommer eld genom friktion mellan svavelkis och ett roterande, räfflat stålhjul. På 1600-talet uppfanns vidare det spanska flintlåset (snapplåset). Vid dessa lås uppstår eld genom slag mellan flinta och eldstål.
Inte förrän på 1800-talet gjordes försök med slaglås som använde tändhatt, i vars botten knallkvicksilver var fäst. Genom slag av hanen exploderade detta, varefter lågan genom tändhattstappen slog ned i drivladdningen och tände denna.

## Slätborrning
Mynningsladdade eldvapen har oftast haft ett slätborrat lopp. Dock har det förekommit eldhandvapen med raka räfflor, och spiralräfflade lopp så kallade studsarpistoler och tappstudsare med en tapp som skulle stuka kulan så den tog i räfflorna och senare miniekula, som fungerar som expansionskula, då kulans "kjolar" griper tag i räfflorna när kruttrycket får den ihåliga botten att expandera. dessa var vanliga i övergångsperioden mellan framladdare och bakladdare.
Bland artilleripjäser fanns det, i övergångsperioden mellan framladdare och bakladdare, kanoner vilka hade spiralräfflade lopp och laddades från mynningen med knappstyrda projektiler.

## Kruthorn
För att förvara och bära med sig krutet användes vanligtvis ett så kallat kruthorn. Det var oftast försett med en anordning för att mäta upp krutladdningen. I äldre tider användes ofta hornslidan av nötkreatur, get eller andra slidhornsdjur som kruthorn (därav namnet). I hornets vidare del försågs det med en botten, medan man i spetsen gjorde ett hål som stängdes till med en plugg. Kruthornet utvecklades i många växlande former och tillverkades av olika material. Det utsirades ofta konstnärligt och försågs med dyrbara inläggningar.